# Pieter van der Meer de Walcheren
Petrus (Pieter) Balthazar Albertus van der Meer de Walcheren (10. září 1880 Utrecht – 16. prosince 1970 Breda) byl nizozemský novinář, básník a spisovatel, který se stal římskokatolickým knězem a benediktýnským mnichem.

## Životopis
Byl původně remonstrant a po socialistickém období se v roce 1911 pod vlivem katolického francouzského spisovatele Léona Bloye připojil k římskokatolické církvi a měl velký vliv na generaci mladých katolických nizozemských spisovatelů v meziválečném období jako byli Jan Engelman, Anton van Duinkerken, Albert Kuyle, Albert Helman a Gerard Wijdeveld.
V letech 1921–1924 byl redaktorem De Nieuwe Eeuw. Roku 1924 se stal šéfredaktorem Opgangu. Hrál hlavní roli při založení literárních časopisů Voing a De Communicatie.
V roce 1913 začala řada vydaných Deníků, do kterých pečlivě zapsal svůj životní příběh. Po smrti Bloye a nejmladšího syna Janneke-Franse r. 1917 se Pieter a jeho manželka Christine Verbrugghe (1875–1953) usadili v Oosterhoutu.
V roce 1929 se stal literárním ředitelem pobočky nakladatelství Desclée de Brouwer a usadil se v Paříži. Po smrti nejstaršího syna, benediktýna Pierra, r. 1933 (ve věku 29 let), se Pieter a jeho manželka rozhodli zaujmout „jeho místo“ a vstoupit do kláštera – on v Oosterhoutu, ona v Abbaye Sainte-Cécile v Solesmes. Toto unáhlené rozhodnutí však r. 1936 změnili. Christine, „Sœur Roseline“, si nemohla zvyknout v klášteře Solesmes a pro Pietera byla myšlenka, že má manželku tak daleko, nesnesitelná.
Po období v Paříži se v roce 1939 znovu usadili v Nizozemsku, nejprve v Bilthovenu, později v Bredě. Dva týdny po smrti manželky 26. prosince 1953 Pieter van der Meer de Walcheren znovu vstoupil do mnišského stavu v opatství sv. Pavla v Oosterhoutu, kde byl r. 1956 ve věku 76 let vysvěcen na kněze.
Jeho životopisec Albert Helman ho charakterizoval jako „poutníka do Absolutna“. Pietrova poslední léta – v osmdesáti – byla poznamenána touhou po mnišském životě v moderním stylu, stejně jako byl v raném mládí revolucionářem. Jediná dcera Anne-Marie (1912–1976), benediktinka (Mère Xristine) také v Oosterhoutu, malířka, která mezitím žila mimo klášter, s ním byla zajedno a byla ještě radikálnější.
Mezi jeho mnohé bonmoty patřilo: skutečná láska není Coca-Cola, skutečná láska je Beaujolais.

## Dílo
- 1903 Jong leven, roman
- 1904 Van Licht en Duisternis, roman
- 1905 Levens van Leed, studies en schetsen
- 1906 Het Geheime, vreemde verhalen
- 1907 De Jacht naar Geluk, roman
- 1911 Uit Italië: reisindrukken, reisverslag
- 1913 Mijn Dagboek
- 1919 Van het verborgene Leven, roman
- 1922 De heilige Benedictus, hagiografie
- 1924 Branding, opstellen
- 1929 Het Witte Paradijs, bij de kartuizers
- 1940 Wereldgeschiedenis en Christelijke moraal, beschouwingen
- 1940 Menschen en God I, dagboek
- 1946 Menschen en God II, dagboek
- 1950 Klein Dagboek
- 1951 Gods uur
- 1951 Het Grote Avontuur
- 1955 Benedictijnen, brochure
- 1956 Het Beste Deel, brochure
- 1957 Mijne Vrienden, gedenkboek
- 1961 Alles is Liefde
- 1963 Dagboek 4 en 5
- 1964 Vier parabels
- 1965 Dagboek 6
- 1969 Maak alles nieuw

### V češtině
- Pouta – úvod František Sekanina; ze sbírky Podivné historie; přeložil Štěpán Pojman; in: 1000 nejkrásnějších novel... č. 48. Praha: J. R. Vilímek, 1913